# Santa Lúcia (São Paulo)
Santa Lúcia is een gemeente in de Braziliaanse deelstaat São Paulo. De gemeente telt 8.154 inwoners (schatting 2009).